# Remijia involucrata
Remijia involucrata är en måreväxtart som beskrevs av Karl Moritz Schumann. Remijia involucrata ingår i släktet Remijia och familjen måreväxter.
Artens utbredningsområde är Colombia. Inga underarter finns listade i Catalogue of Life.